# Петербургский совет рабочих депутатов

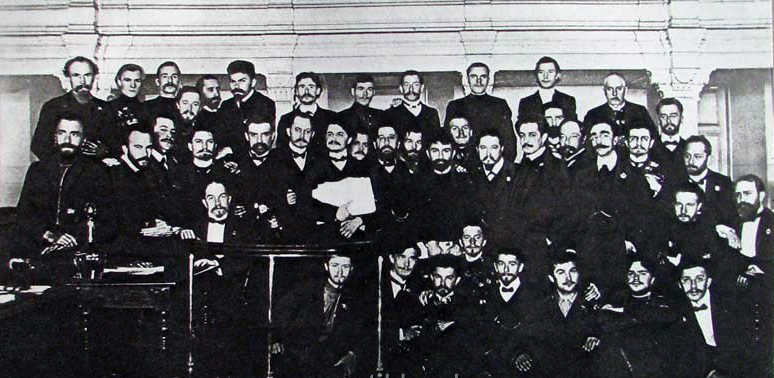
Совет рабочих депутатов Петербурга в 1905 году: Л. Троцкий в центре с белой папкой в руке

Петербургский совет рабочих депутатов — выборная политическая организация деятелей социалистических партий и рабочих, ставшая организационным центром Всероссийской октябрьской политической стачки 1905 года в Санкт-Петербурге.

## Происхождение Совета
В исторической литературе утвердилось мнение, что Петербургский совет рабочих депутатов возник в ходе Всеобщей политической забастовки в октябре 1905 года. Между тем первый председатель Совета Г. С. Хрусталёв-Носарь в открытом письме к Л. Д. Троцкому, опубликованном в № 13538 «Биржевых Ведомостей», утверждал, что Совет рабочих депутатов был создан им и группой рабочих сразу после Событий 9 января 1905 года. В своём письме Хрусталёв писал: «Я и мои ближайшие друзья-рабочие создали Совет Рабочих Депутатов. Официальная социал-демократия не принимала в его создании никакого участия. Генезис Совета относится к стачечному комитету, образованному нами 9 января и председателем которого я состоял вплоть до моего ареста, к организационным выступлениям по проведению комиссии Шидловского, к собраниям рабочих, организованным мною летом 1905 года на Удельной…» Комментируя это заявление, соратник Троцкого и депутат Петросовета большевик Д. Ф. Сверчков писал: «Нечего и говорить, что эти утверждения Хрусталёва являются сплошной выдумкой, появившейся на свет в порыве свободного полёта хрусталёвской фантазии и не требующей даже опровержения. В частности, решительно никто не знает и не знал о существовании какого-то постоянного стачечного комитета, образованного после 9 января. Такого комитета не было…»

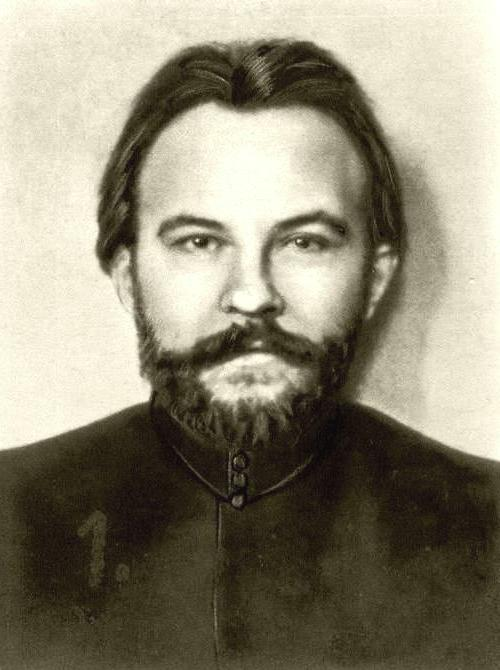
Первый председатель Петербургского совета Георгий Хрусталёв-Носарь

Однако анархист В. М. Волин в своей книге «Неизвестная революция» независимо от Носаря сообщил сведения, подтверждающие его версию событий. По сообщению Волина, после событий 9 января им и Носарём был организован комитет, занимавшийся распределением пожертвований в пользу семей бастующих рабочих. Носарь, имевший связи в интеллигентской среде, добывал пожертвования, а рабочие распределяли их среди нуждающихся. Когда работа была закончена, у членов комитета возникла мысль продолжить свою деятельность в другом качестве. Была высказана идея создать комитет или совет, который взял бы на себя руководство рабочим движением. Совет должен был следить за развитием событий, служить связующим звеном между рабочими, разъяснять им ситуацию и при необходимости объединить революционные силы трудящихся. Идея была принята, и тогда же Совет был создан и начал действовать под названием «Совета рабочих делегатов». Должность председателя Совета первоначально была предложена Волину, когда же тот отказался, рабочие единогласно избрали председателем Носаря. Для руководства ему добыли документы на имя рабочего П. А. Хрусталёва. На этом посту Носарь и оставался вплоть до осени 1905 года, когда реорганизованный Совет, уже под названием «Совета рабочих депутатов», вышел на арену политической борьбы. Совет был создан рабочими без всякого участия революционных партий, а социал-демократы проникли в него только осенью 1905 года.
О раннем происхождении Совета было известно и одному из лидеров «Союза освобождения» П. Н. Милюкову, который в своих «Воспоминаниях» возводил его генезис к комиссии Шидловского. По версии Милюкова, совет был создан зимой-весной 1905 года членами распущенной комиссии Шидловского во главе с Хрусталёвым-Носарём. Первоначально Совет собирался в типографии «Союза освобождения» и на частной квартире одного из лидеров «Союза». В этой же типографии был отпечатан призыв к рабочим о новом созыве Совета в октябре 1905 года. Тогда и Хрусталёв вышел из подполья и вновь возглавил Совет в помещении Вольно-экономического общества, которое полностью контролировали освобожденцы.

## Состав Совета
Совет образовался 13 октября 1905 года в ходе Всеобщей политической стачки; на учредительном заседании, проходившем в здании Технологического института, присутствовало 40 делегатов от предприятий Петербурга. Позже была установлена норма представительства — один депутат от 500 рабочих, которая, однако, выполнялась достаточно произвольно — в Совете были и представители от мелких мастерских в 30—40 человек. К середине ноября 1905 года в «Общегородской Совет Рабочих Депутатов гор. Петербурга» входило 562 депутатов от 147 предприятий, 34 мастерских и 16 профсоюзов. Без выборов в совет и исполнительный комитет были кооптированы представители центральных и местных организаций РСДРП, ПСР, Бунда и ППС (44 человека). Следует учитывать, что и многие профсоюзы были не настоящими рабочими организациями, а создавались во время революции деятелями тех же социалистических партий в явочном порядке. В качестве выборных от заводов также подбирались рабочие определённых взглядов и настроений. В результате среди депутатов 65 % составляли социал-демократы, 13 % — эсеры во главе с Н. Д. Авксентьевым и 22 % — беспартийные. Впоследствии один из деятелей совета Петров-Радин (Кнуньянц) писал, что совет «находился под сильным влиянием социал-демократии и все решения принимал в согласии с мнениями официальных представителей обеих фракций РСДРП».
Совет избрал постоянно действующий исполнительный орган — Исполнительный комитет, во главе с председателем. Первым председателем Совета стал одесский мещанин-еврей Саул Зборовский, 14 октября на этот пост был избран беспартийный адвокат Г. С. Носарь (Хрусталёв), оказавшийся скорее декоративной фигурой: проекты резолюций готовил обычно не он, значительно большим влиянием в Совете пользовались А. Л. Парвус и Л. Д. Троцкий. Хотя комитет и назывался «исполнительным», на практике не Комитет выполнял решения совета, а «Исполнительный комитет предлагал, а совет обсуждал и принимал», некоторые же важные решения комитета, такие как захват типографии для печатания «Известий Совета» и объявления об изъятии вкладов из государственных сберегательных касс были приняты комитетом помимо Совета и лишь впоследствии им одобрены.
26 ноября 1905 года, по приказу министра внутренних дел П. Н. Дурново, председатель Совета Г. С. Хрусталёв-Носарь был арестован. Дело вел генерал-прокурор М. Г. Акимов.
В тот же день на заседании Исполнительного Комитета Совета новым председателем был избран нефракционный социал-демократ Лев Троцкий.

## Деятельность Совета
«Петербургский Совет, — писал И. Дойчер, — средоточие обречённой революции, с самого начала находился в центре всех встречных течений и постоянно разрывался между смелостью и осторожностью, между вулканическим накалом обстановки и политическим благоразумием».
Второе заседание Совета состоялось 14 октября в физической лаборатории Технологического института. Обсуждались вопросы о мерах к дальнейшему прекращению работ на промышленных предприятиях. Была отправлена делегация в Петербургскую городскую Думу с требованиями: 1) принять меры для продовольствия рабочих, 2) отвести помещение для собрания Совета, 3) прекратить довольствие, отвод помещенией, ассигновок на полицию и жандармерию, 4) выдать деньги на вооружение «борющегося за народную свободу петербургского пролетариата и студентов, перешедших на сторону пролетариата», 5) удалить войска из здания городского водопровода, 6) указать, куда израсходованы 15 тыс. рублей, поступивших в Думу для рабочих Нарвского района. Выслушав представителей совета, гласные Думы предложили депутации оставить помещение Думы и отказались слушать пытавшихся выступить представителей Союза союзов и студенческую делегацию. Попытка воздействовать на городское управление псевдонародными делегациями провалилась.
Третье заседание Совета состоялось 15 октября в Технологическом институте. Было решено оказать помощь приказчикам при проведении забастовки. Было решено собраться 16 октября утром на курсах Лесгафта и идти закрывать магазины. Однако на следующий день все высшие учебные заведения оказались закрытыми по распоряжению полиции и заседание Совета не состоялось.
Четвёртое заседание состоялось 17 октября в Вольно-экономическом обществе, на этом заседании был избран исполнительный комитет. В этот день состоялось опубликование Манифест 17 октября.
На пятом заседании Совета 18 октября было решено продолжать забастовку в доказательство того, что «манифест не удовлетворяет заданий рабочих масс». Тем не менее, под влиянием царского манифеста забастовка пошла на спад и 19 октября Совет был вынужден пробить отбой и постановил прекратить стачку с 21 октября.
Совет имел свой печатный орган — газету «Известия Совета Рабочих Депутатов» и выпустил до полумиллиона прокламаций, в том числе специальные воззвания к военным.
Совет провозгласил свободу печати, пытался ввести 8 часовой рабочий день (на многих предприятиях рабочие вводили его «явочным порядком»).
После 29 октября, в виду распущенных слухов среди рабочих о том, будто «Черная сотня» готовит репрессии против рабочих, совет стал создавать вооруженные дружины и милицию; с целью вооружения рабочих на металлических заводах производилось оружие: металлические плети, пики, клинки, кастеты. Собирались деньги на покупку огнестрельного оружия. Хотя целью вооружения выставлялась защита мирных жителей и рабочих от хулиганов, скрытой целью создания дружин была подготовка организованных кадров для возможного вооружённого восстания.
Совет требовал создания «народного правительства на основе всеобщего, равного прямого и тайного избирательного права» — в противовес положению о выборах в Думу, разработанному А. Г. Булыгиным и утверждённому царским манифестом от 6 августа 1905 года.
Эти и другие действия подобного рода привели к росту силы и смелости Совета. «Если сами рабочие, с одной стороны, — писал Троцкий, — реакционная пресса — с другой, называли Совет „пролетарским правительством“, то этому соответствовал тот факт, что Совет на самом деле представлял собою зародышевый орган революционного правительства». В Совете замечательно дружно, несмотря ни на какие разногласия, работали меньшевики, большевики и эсеры; совместная борьба сглаживала многие противоречия, что способствовало объединению в 1906 году расколовшейся РСДРП.
По инициативе РСДРП, в знак протеста против суда над зачинщиками вспыхнувшего 26 октября в Кронштадте бунта и против военного положения в Польше Совет провел со 2 по 5 ноября, хотя и неудачно, Ноябрьскую забастовку. Многие заводы и фабрики продолжали работу вопреки приказу совета, а торговля, конки, почта, телеграф и железные дороги вообще не участвовали в забастовке.
Совет оказывал помощь рассчитанным в результате забастовок и локаутов безработным, создав 14 ноября комиссию безработных при Совете. Безработным выдавались денежные пособия в 30 коп. в день, но денег у Совета хватило ненадолго.
После неудачной ноябрьской забастовки Совет рабочих депутатов стал быстро утрачивать влияние и значение.
26 ноября был арестован председатель совета Хрусталев-Носарь.
2 декабря по распоряжению исполнительного комитета в 8-ми Петербургских газетах («Начало», «Новая жизнь», «Сын Отечества», «Русь», «Наша Жизнь», «Свободное Слово», «Свободный Народ» и «Русская Газета») был опубликовал написанный А. Л. Парвусом «Финансовый манифест», в котором правительство обвинялось в коррупции и заявлялось о его финансовой несостоятельности. Манифест был выпущен от имени: 1) Совета рабочих депутатов, 2) главного комитета крестьянского союза, 3) ЦК и ОК РСДРП, 4) ЦК ПСР, 5) ПСП, и призывал граждан:

«Отказываться от взноса выкупных и всех других казённых платежей. Требовать при всех сделках, при выдаче заработной платы и жалования, уплаты золотом, а при суммах меньше пяти рублей — полновесной звонкой монетой».
«Брать вклады из ссудо-сберегательных касс и из Государственного банка, требуя уплаты всей суммы золотом».

Некоторые положения Манифеста, в том числе призыв к финансовому бойкоту правительства, позже воспроизведут в своём «Выборгском воззвании» депутаты I Думы.
«Финансовый манифест» переполнил чашу терпения правительства, и 3 декабря 1905 года депутаты Совета, в числе около 190 человек, были арестованы.

## Арест

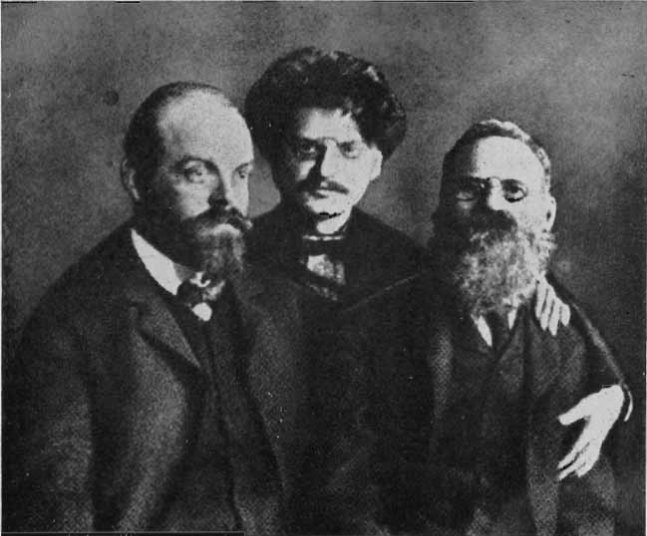
Парвус, Троцкий и Дейч в тюрьме после ареста совета.

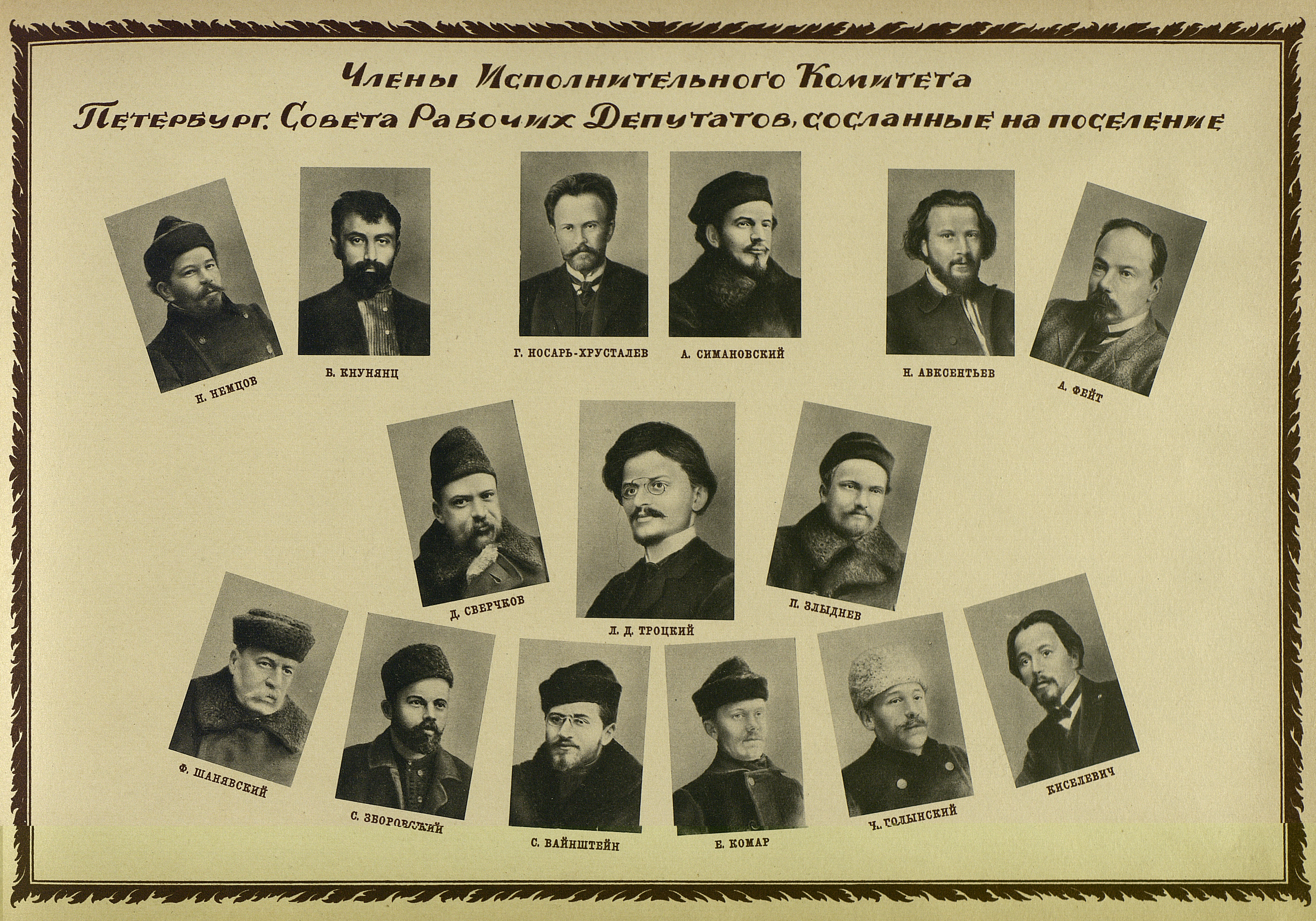
Сосланные члены исполкома Петросовета.

Чтобы не упустить часть депутатов Совета, а арестовать всех сразу, правительство решило арестовать депутатов во время очередного заседания Совета.
3 декабря, во время заседания Совета в помещении вольно-экономического общества, пришло сообщение о том, что здание окружено войсками и полицией. Офицер полиции вошёл в зал во время выступления представителя профсоюза и попытался огласить ордер на арест. Троцкий, как председатель, перебил его: «Пожалуйста, не мешайте оратору. Если вы хотите выступить, сообщите своё имя, и я спрошу у совещания, желает ли оно вас выслушать». Растерявшийся офицер терпеливо ждал; когда же оратор закончил своё выступление, Троцкий спросил, желают ли присутствующие выслушать «информационное сообщение». Получив разрешение, офицер зачитал ордер, Троцкий предложил утвердить его и перейти к следующему пункту повестки дня. На протест офицера председатель Совета ответил: «Прошу вас не мешать. Вы получили слово, сделали своё заявление, мы приняли его к сведению». Троцкий спросил собрание, желает ли оно ещё раз выслушать представителя власти, и, поскольку желающих не обнаружилось, попросил его покинуть зал. Офицер ушёл за подкреплением, в его отсутствие члены Исполкома уничтожали документы; когда же в зал вошёл большой отряд полиции, Троцкий объявил заседание закрытым.
В виде протеста против ареста Совета радикальными партиями был обращен призыв к рабочим произвести третью всеобщую забастовку, но в Петербурге это предложение никакой поддержки у рабочих не нашло.
Ушедший в подполье Совет к 10 декабря избрал новый состав, с А. Л. Парвусом (членом Исполкома прежнего состава) в качестве председателя, но 2 января 1906 года был вновь разгромлен полицией и 10 января прекратил своё существование.

## Итоги деятельности Совета
В заключении несколько руководящих деятелей Совета написали «Историю Совета рабочих депутатов». Написанную Троцким главу, посвящённую итогам деятельности Совета, И. Дойчер квалифицировал как «программу действий 1917 года»":

«Петербургский Совет был местной организацией. Но потребность в центральной организации была так велика, что он волей-неволей должен был брать на себя её функции… Несомненно, что новый ближайший подъём революции приведёт к повсеместному образованию рабочих советов. Всероссийский Рабочий Совет, организованный общегосударственным рабочим съездом, возьмёт на себя руководство… История не повторяется, и новому Совету не придётся снова проделывать события пятидесяти дней; но зато из этого периода он сможет целиком извлечь свою программу действий. Эта программа совершенно ясна. Революционная кооперация с армией, крестьянством и плебейскими низами городской буржуазии… Вооружение населения, прежде всего — пролетариата. Превращение советов в органы революционного городского самоуправления. Создание советов крестьянских депутатов (крестьянских комитетов) как органов аграрной революции на местах. Организация выборов в Учредительное Собрание и избирательная борьба на почве определённой программы работ народного представительства.
Такой план легче формулировать, чем выполнить. Но если революции суждена победа, пролетариат не может не пойти по пути этой программы».

## Судебный процесс
Осенью 1906 года председатели и члены Исполкома Совета предстали на открытом судебном процессе, получившем большой общественный резонанс. В общей сложности было арестовано около 300 депутатов Совета. «Их дальнейшая судьба, — писал Л. Д. Троцкий, — была долгое время загадкой не только для них, но и для правящей бюрократии. Министр юстиции, как утверждала осведомленная пресса, решительно отвергал возможность предания рабочих депутатов суду. Если их совершенно открытая деятельность была преступной, то сплошным преступлением была, по его мнению, роль высшей администрации, которая не только попустительствовала Совету, но и входила с ним в прямые сношения».
Главные обвиняемые распределили между собой роли на процессе: большевик Б. М. Кнунянц должен был обрисовать позицию РСДРП, к тому времени вновь объединившейся, Н. А. Авксентьев — позицию Партии социалистов-революционеров, Носарь-Хрусталёв должен был рассказать о деятельности Совета под его руководством, Д. Ф. Сверчков — о деятельности Совета после ареста первого председателя, Троцкий должен был говорить об отношении Совета к вооружённому восстанию.
Слушания, назначенные на 20 июня, начались лишь 19 сентября. Подсудимым вменялось «насильственное посягательство на изменение установленного в России основными законами образа правления и замену его демократической республикой» (Обвинительный акт по делу Совета Рабочих Депутатов). Процесс проходил в атмосфере непрекращающихся протестов и выражений солидарности с подсудимыми; рабочие в коллективных обращениях требовали, чтобы их судили вместе с их избранниками; на огороженном участке вокруг здания суда было даже объявлено чрезвычайное положение.
Защищая право рабочих на самооборону и даже на восстание против существующего «образа правления», Троцкий спрашивал: «Подлинно ли у нас существует образ правления? Правительство давно уже сдвинулось с нации на свой военно-полицейско-черносотенный аппарат… И если мне скажут, что погромы, убийства, поджоги, насилия… есть образ правления Российской империи, — тогда я признаю вместе с прокуратурой, что в октябре и ноябре мы прямо и непосредственно вооружались против образа правления Российской империи». Суду были представлены листовки с призывами к погромам, напечатанные, как утверждали подсудимые, в помещении губернского жандармского управления; глава управления под присягой заявил, что не имеет никакого понятия об этих листовках, но 13 октября в зале суда «взорвалась бомба»: один из адвокатов получил сообщение от бывшего директора Департамента полиции А. А. Лопухина. Проведя собственное расследование деятельногсти полиции, Лопухин в октябре 1906 года подал министру внутренних дел А. П. Столыпину рапорт, копию которого и направил в суд. Лопухин подтверждал печатание погромных листовок в помещении губернского жандармского управления, сообщал, что полиция сама организует черносотенные банды, и утверждал, что только благодаря деятельности Совета Петербург избежал погромов, произошедших в ряде других городов. При этом Лопухин изъявил готовность выступить в суде в качестве свидетеля.
Защита требовала приглашения в суд для дачи свидетельских показаний не только Лопухина, но и бывшего премьер-министра С. Ю. Витте и бывшего министра внутренних дел П. Н. Дурново. Суд, однако, объявил допрос свидетелей оконченным, — в знак протеста подсудимые и защита бойкотировали дальнейшие заседания, и 2 ноября 1906 года приговор пришлось оглашать в пустом зале. По главному пункту обвинения, о подготовке к восстанию, все депутаты были оправданы; пятнадцать обвиняемых суд приговорил к пожизненному поселению в Сибири с лишением всех гражданских прав.

## Петербургский Совет безработных
Ещё в ноябре 1905 года при Петербургском совете была создана комиссия по вопросам помощи безработным, с подразделениями в каждом районе города. Рабочие выбирали в комиссию своих представителей, которые занимались сбором денег и их распределением между безработными, для чего была организована сеть бесплатных столовых.
После разгона Петербургского совета в декабре 1905 года, полиция закрыла часть столовых, однако их полная ликвидация была остановлена по указанию премьер-министра Витте. В марте 1906 года правительство даже выделило столовым 30 тыс. рублей на бесплатные обеды.
В середине марта, безработные собрались во все ещё работающих 24 столовых и, минуя все существующие рабочие организации, решили подать петицию в городскую Думу.
В апреле 1906 года на предприятиях Петербурга были организованы выборы в Совет безработных, в которых приняло участие 90-100 тыс. рабочих. Наряду с общегородским Советом безработных были образованы 8 районных. Председателем городского Совета безработных стал член Петербургского комитета РСДРП студент-большевик Владимир Войтинский. Совет выпуская ежегодник «Тернии труда» и журнал «Хлеб и работа», название которого дублировало главный лозунг всего движения.
В апреле 1906 г. Совет безработных обратился в городскую думу Петербурга с петицией о помощи безработным и внес конкретные предложения об организации общественных работ в столице, рассчитанных на использование в течение полугода 6 тыс. человек. Городская дума ассигновала 500 тыс. руб. на продовольственную помощь и квартирные пособия безработным и затем выделила 2,5 млн руб. на организацию общественных работ (ремонт мостов, строительство рынков, реконструкция Галерной гавани). Совет безработных открыл столовые, выдававшие в пик своей деятельности ежедневно от 16 до 20 тыс. бесплатных обедов. На общественных работах были введены 8-часовой рабочий день, поденная оплата труда, избраны особые уполномоченные с правом контроля за ходом работ. Однако к концу 1906 г. общественные работы стали свертываться, власти начали высылать безработных из столицы, разгоняли их собрания, закрывали столовые, подвергали аресту активистов этого движения. В конце 1907 г. все члены Совета безработных были арестованы.

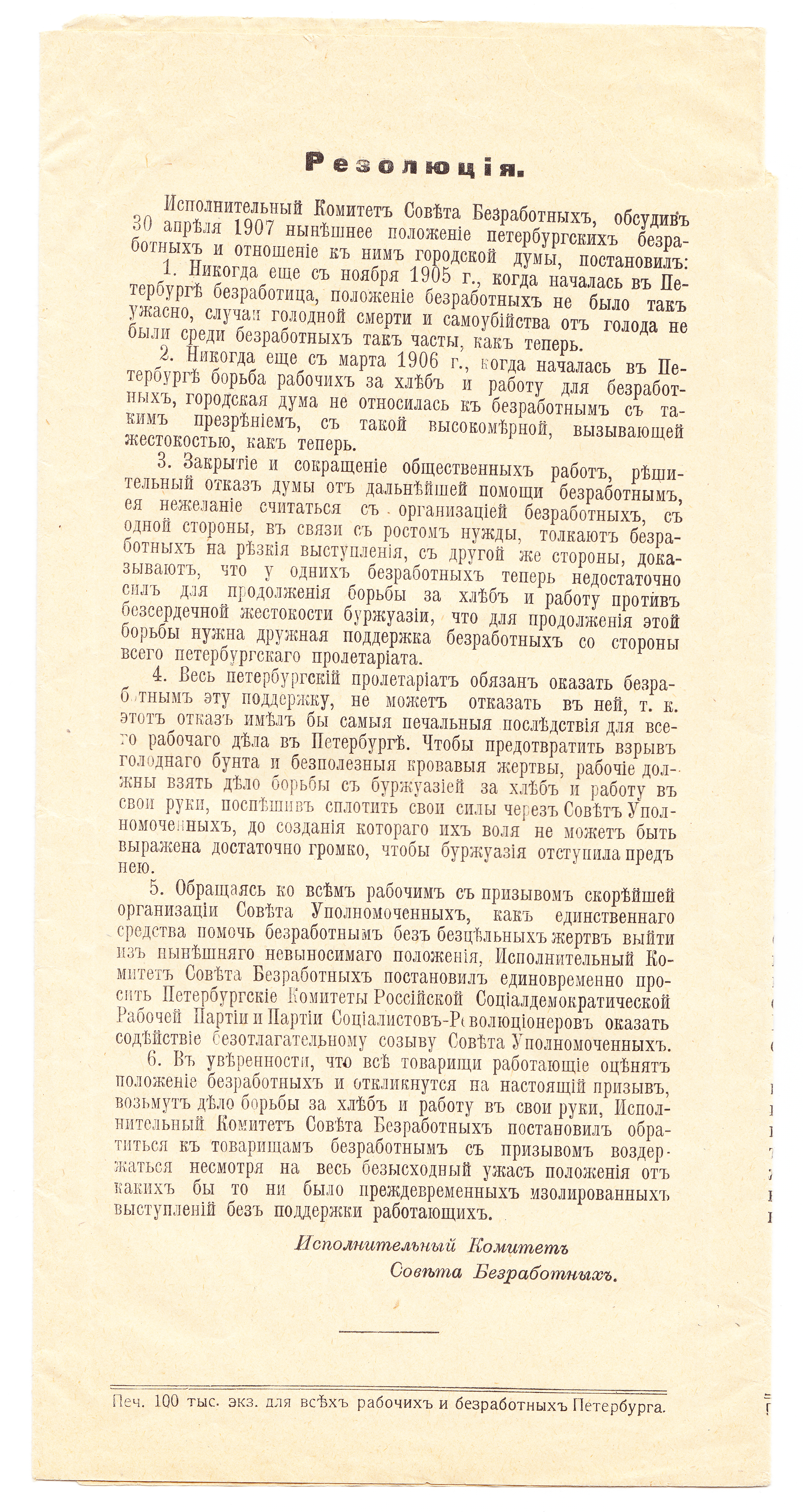
Резолюция 1907 год